# NGC 5603B
NGC 5603B is een spiraalvormig sterrenstelsel in het sterrenbeeld Ossenhoeder. Het hemelobject werd op 29 april 1788 ontdekt door de Duits-Britse astronoom William Herschel.

## Synoniemen
- UGC 9216
- MCG 7-30-7
- ZWG 220.10
- PGC 51372